# 予防隔離
公衆衛生における予防隔離（よぼうかくり、英: protective sequestration）は、小規模で、特定の、まだ健康な人々を感染が広がる前にエピデミック（またはパンデミック）から守るための社会距離拡大戦略である。「逆防疫線」（reverse cordon sanitaire）と呼ばれる場合もある。
予防隔離が混乱を引き起こす可能性があり、通常は、実行できる例外的な環境下でのみ考慮される。隔離される人々の協力が得られる環境だと、より容易になる。

## 用語
予防隔離という用語はHoward Markelと同僚により、アメリカのいくつかのコミュニティにおけるスペインかぜの流行の第二波（1918年9月から12月）から身を守るための努力の成功と失敗を説明した論文において作られた。
この用語ではquarantineという単語を使わない。quarantineは、公衆衛生において、実際に感染因子に接触したかその可能性があるために、感染していて他の人々に伝播する可能性がある人々を自発的にあるいは強制的に隔離することを指す。quarantineの継続期間は感染症の潜伏期間により決まる（感染してから病気の兆候や症状が現れるまでの時間）。

## 長所と短所
長所は、人々への感染を防ぎ、薬やワクチンの開発と流通のための時間を稼ぐことができることであり、短所は、エリート主義や社会的、経済的なコストは別にして、隔離された人々は病原体との接触で自然獲得免疫を得られる機会がなく、その後のエピデミック（またはパンデミック）の波に影響を受けやすいままであることである。

## スペインかぜの流行における予防隔離の利用
スペインかぜの流行で、予防隔離の類まれな成功に貢献した要因は以下の通り。
- コミュニティのリーダーが、感染が広まる前に、パンデミックがもたらす危険性を認識して、早期に隔離策を実行した（近隣のコミュニティが行う前に）。
- 常にではないが、一般に存在していたコミュニティの遠隔性と自然の障壁を利用して、指導者はコミュニティの周りに防疫線を設置した。
- コミュニティに入ろうとする人は誰でも潜伏期間中は隔離され、感染していないと確認してからでないと入れなかった。さらに、人間同士の接触をなくした方法で物資を受け取るシステムを作った。
- 保護区の生活がなるべく正常になるように、家族はひとまとめにされた。引き続き、学校では授業を行い、礼拝所も開かれたままで、人々は働くことができ、娯楽も利用可能だった。
- リスクがある間は予防隔離が継続し、住民が落ち着きを失わない程に短かった。

歴史上で最も有名な例は、スペインかぜ流行中にコロラド州ガニソンでとられた手段である。感染が広まらないように防ぐために、1918年の終わりの2ヶ月間、周辺地域から自主的に隔離した。すべてのハイウェイは郡の境界付近で閉鎖された。列車の車掌はすべての乗客に対して、ガニソンで列車の外に出た場合は、拘束され5日間隔離されることになるだろうと警告した。スペインかぜで死者こそ出なかったが、長期間持続可能なものではなかった。住民は急速に落ち着きを失って、制限は1919年2月に解除されたが、3月にアウトブレイクが直撃して、5人が亡くなった。いくつかのコミュニティでも同様の手段が採用された。
プリンストン大学は予防隔離を利用して死者が出ないようにした。
南太平洋では、アメリカ領サモア知事John Martin Poyerが、来航するすべての船に対する逆防疫線を設置して、スペインかぜ流行中において、死者を0人に抑えることに成功した。対照的に、ニュージーランド領西サモアでは、最もひどい打撃を受けて、感染率90%で成人の20%が亡くなった。
1918年後半、スペインは、出入国管理、道路封鎖、鉄道による移動の制限、病人が乗っている船を上陸させないための海上の防疫線の設置でスペインかぜの広がりを防ごうとしたが、すでに流行が進行していたために失敗した。

## その他の例
- 2020年3月16日、Havasupaiは、部族内に新型コロナウイルス感染症が広まらないように、Havasu Creekにある集落に旅行者が立ち入りできないようにした[8]。
- 2020年3月、アークティック・ビレッジやフォートユーコンのようなアラスカ州のいくつかの村で、新型コロナウイルス感染症が広まらないように、村への来訪を厳しく制限した。3月14日以降、すべての来客が強制的な2週間のquarantineの対象になる。ボランティアが村をパトロールして、スノーモービルでフォートユーコンに入ろうとする外部の人を制止している[9]。